# Georg Wilhelm Friedrich Hegel
Georg Wilhelm Friedrich Hegel (27. srpna 1770, Stuttgart – 14. listopadu 1831, Berlín) byl německý filosof, představitel německého idealismu. Hegelovou hlavní myšlenkou je teleologie dějin. Svět dle Hegela není neměnné, stálé uspořádání, nýbrž jedno nesmírné dějství, v němž světový duch hledá cestu sám k sobě. V lidstvu se pak podle Hegela uskutečňuje svoboda a rozum vesmíru tím, že roste lidské uvědomění a schopnost přetvářet svět.[zdroj?] Skutečnosti nelze rozumět jinak než jako procesu, změně, vývoji, pokroku, cestě k dokonalosti, případně i zápasu protikladů. Tyto myšlenky shromáždil především ve Fenomenologii ducha (1807). Hegel trval na tom, že rozum a svoboda jsou historické výdobytky, nikoli přirozené danosti. Jeho dialekticko-spekulativní postup byl založen na principu imanence, tedy na posuzování nároků vždy podle jejich vlastních vnitřních kritérií. Byl radikálním skeptikem v tom smyslu, že nevěřil, že lidé mohou předpokládat pravdy, které neprošly zkouškou zkušenosti. Zasáhl do řady oblastí filozofického zkoumání: metafyziky a ontologie, politické filozofie, filozofie dějin, estetiky, filozofie náboženství či dějin filozofie. Hegelův vliv na pozdější filozofický vývoj byl obrovský. Jeho přímí následníci byli tradičně děleni na pravici a levici (též známou jako mladohegelovci). K pravici lze řadit některé významné teology (David Strauss, Ferdinand Christian Baur), ale zejména levice se stala velmi vlivnou (Bruno Bauer, Ludwig Feuerbach, Max Stirner, Karl Marx). Ve 20. století Hegela nově interpretoval zejména Alexandre Kojève.

## Život
Narodil se ve Stuttgartu. Od svých pěti let navštěvoval tamější latinskou školu a brzy si vynikajícím způsobem osvojil řecké i římské klasiky. Od roku 1788 studoval filosofii a teologii v Tübingenu se svými přáteli, filosofem Schellingem a básníkem Hölderlinem. Roku 1801 se habilitoval spisem o astronomii v Jeně, kde pak přednášel filosofii. Když roku 1806 porazil Napoleon pruskou armádu u Jeny, Hegel právě dokončoval své nejslavnější dílo – Fenomenologii ducha. S přítelem Schellingem vydával „Kritický časopis pro filosofii“, věnovaný hlavně dědictví Kantovy filosofie, a v roce 1808 se stal rektorem norimberského gymnázia. Zde dokončil své druhé velké dílo, třísvazkovou Vědu o logice (1812–1816). Ta mu vynesla povolání na katedru filosofie v Heidelbergu, kde napsal Encyklopedii filosofických věd (1817).
Roku 1811 se oženil s Marií von Tücher, s níž měl dva syny. Roku 1818 byl povolán do Berlína, kde se těšil nesmírné vážnosti a vlivu. I když jeho přednes nebyl dokonalý a v řeči často zadrhoval, navštěvovali jeho přednášky i přední činitelé státu. 1821 vyšly jeho Základy filosofie práva a potom ještě přepracovaná vydání Encyklopedie a Logiky. Řadu přednášek o filosofii dějin a náboženství, o estetice a dějinách filosofie vydali jeho žáci až po Hegelově smrti. Vydání sebraných spisů z roku 1990 má 20 svazků.
Zemřel na choleru při epidemii, která vypukla v Berlíně v roce 1831.

## Myšlení a dílo

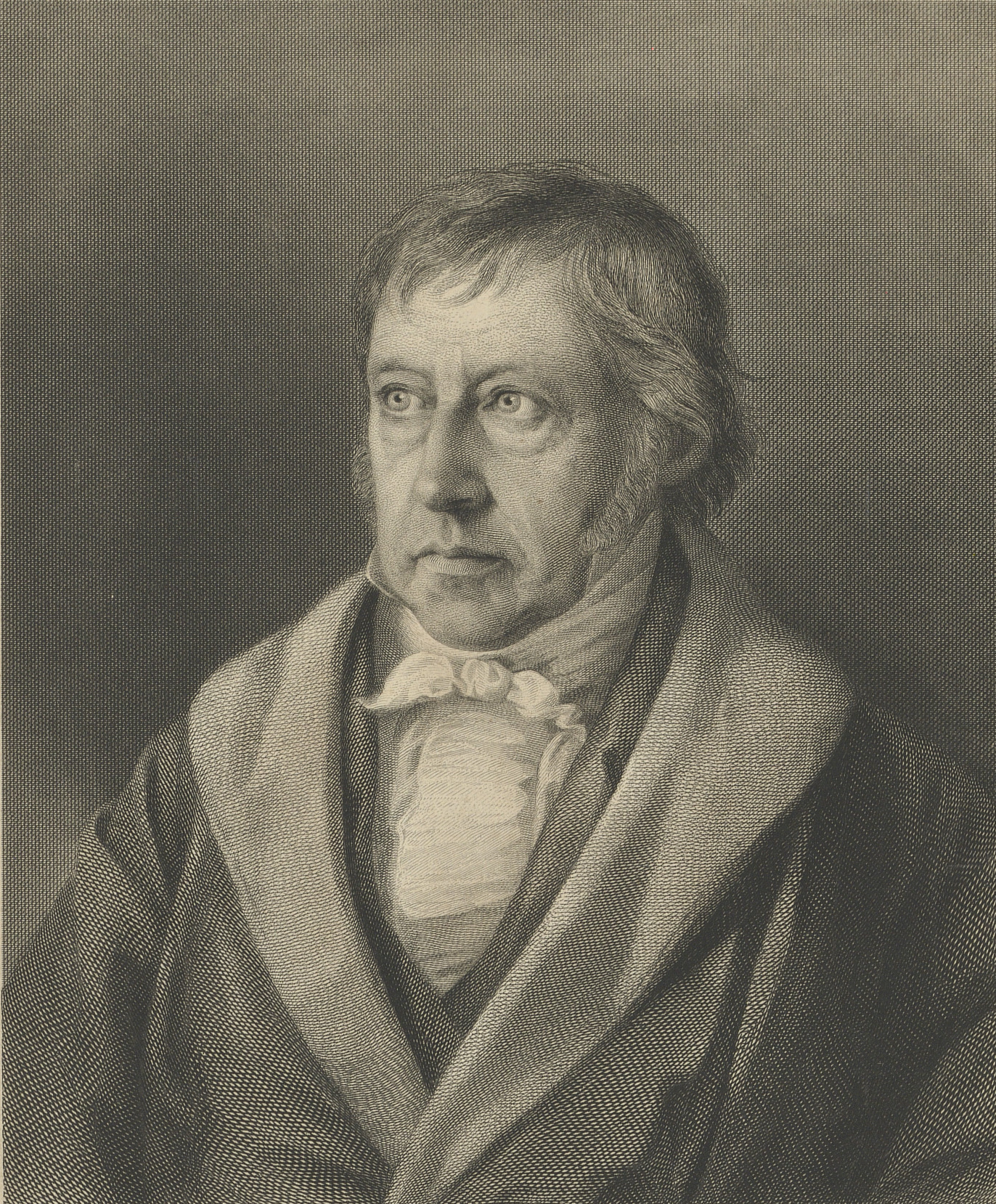
Georg W. F. Hegel

Hegelovo myšlení navazuje na Kanta – jehož si upřímně vážil – a reaguje na začínající romantismus. V něm vrcholí německý idealismus, systematická snaha o racionální vyjádření i těch nejméně přístupných stránek skutečnosti jakožto projevu ducha a o jejich výklad „z pojmu“. Hegelovy spisy jsou velmi obtížné, také kvůli poněkud svévolné terminologii, přitahovaly však především hloubkou myšlenek i brilantními formulacemi, takže na něj mnozí filosofové 19. i 20. století tak či onak navazovali. Odrážejí se v něm převratné události jeho doby, zejména Francouzská revoluce a napoleonské války, které Hegel (aspoň zpočátku) s obdivem vítal.
Ani pro Hegela není filosofie jen poznáním či vědou, nýbrž „pravá potřeba filosofie nemíří patrně k ničemu jinému než naučit se žít“; tato potřeba vzniká „když z lidských životů mizí síla sjednocení a protiklady ztratily svoji životnost“. V myšlení člověk „hledá svou svobodu a základ mravnosti“. Jejím úkolem je „pochopit to, co jest, neboť to, co je, je rozum.“ Jako je každý člověk „synem své doby“, tak je také filosofie „svojí dobou uchopenou v myšlenkách“. Mnozí se bohužel domnívají, že myšlení je „svobodné, jen když se odchyluje od obecně uznávaného a platného, když si dovede vynalézt něco zvláštního“. V této „neklidné samolibosti“ je pak kdekdo „přesvědčen, že rozumí filosofii vůbec a je s to o ní hovořit“. „Žádné jiné umění ani věda není v takovém opovržení“, aby si každý myslel, že je „přímo vlastní, ovládá“.
Na rozdíl od stálého světa více méně samostatných podstat, Kantových „věcí o sobě“, je Hegelův svět nekonečná souvislost, plná napětí, protikladů a změn. „Pravdivý je celek. Celek se však dovršuje jen ve vývoji. O absolutnu je třeba říci, že je bytostně výsledkem, že je teprve na konci tím, čím ve skutečnosti jest.“ I lidské vědomí vzniká tak, že se naivní vědomí dítěte („bytí o sobě“ čili these) nejprve musí obrátit ke druhému („bytí pro druhé“ čili antithese) a teprve v (reflexivním) návratu k sobě může být nejenom „o sobě“, ale také „pro sebe“, lidskou osobou. To je jádro Hegelovy dialektiky i dalších klíčových pojmů „Ducha“ a „svobody“. Vůbec pro lidskou osobu a její vztahy, např. v rodině, má Hegel daleko větší pochopení než kdokoli z jeho předchůdců. V navázání na křesťanskou myšlenku dějin spásy chápe Hegel svět jako jedno nesmírné a dramatické dějství, v němž se Duch – oklikou a díky „práci záporna“ – nakonec vrací sám k sobě. Téma dějin, neustálé a nevratné proměny světa, je jedním z hlavních a trvalých přínosů Hegelovy filosofie, který postupně proměnil i všechny vědy – od historie přes biologii (Charles Darwin) až po astronomii („velký třesk“).
Základem Hegelovy filosofie společnosti je myšlenka svobody. Ta je totiž pro člověka možná právě jen v dobře uspořádané společnosti, ve vztahu občana a státu. Hegel je tak jedním z prvních myslitelů důsledně „občanské“ společnosti, která se neopírá o posvátné autority. Přesto je Hegel myslitel spíš konzervativní, zejména ve Filosofii práva: základem občanské společnosti je vlastnictví, v němž si osoba dává svoji skutečnost. Podstatnou institucí je také rodina s jasně vymezenými rolemi muže a ženy: veřejný život je záležitost mužů. Vysoké hodnocení občanské společnosti a státu Hegel na několika místech přenáší na soudobé Prusko, což mu lze právem vytýkat; na druhé straně bylo tehdejší Prusko zemí reforem Steinových, Hardenbergových a Humboldtových a jedním z nejliberálnějších států své doby.
S Hegelovým jménem je spojen pojem spirála poznání či vývojová spirála. Hovoří o tom, že vývoj či poznání probíhá po spirále, případně v soustředných kruzích. V určitých fázích života se člověk dostává do bodu, kdy se kruh uzavírá a člověk postupuje na tomto místě na vyšší úroveň, vzdálenější soustředný kruh. V případě spirály se objeví bod, který spojnicí se středem spirály vytyčuje předchozí vývojové body vztahující se k dané problematice. Člověk tak může dál stavět na již poznaném – dialektická metoda, charakterizovaná bytím o sobě (což je člověk), které objevuje zvnějšnění (to, co je vně nás a je obsahem filosofie přírody) a navrací se k sobě samému, poznávajícímu vědomí (zde je založena filosofie ducha). Dialektika poznání spočívá v rozdílu identity a ne-identity (shodné a rozdílné znaky poznávaného jsoucna).

## Vliv
Ve Fenomenologii ducha znázorňuje Hegel dialektický pohyb ducha na slavném příkladu „pána a raba“, inspirovaném Hérakleitem. Ve střetu na život a na smrt se rabem stává ten, kdo se bojí smrti a uzná druhého za svého pána. Ten se tím však postupně dostává do závislosti na rabově práci, kdežto rab se díky své dovednosti stává svobodným, tj. tvořivým člověkem. Tento motiv dialektiky a dějinného vývoje mohla využít Marxova teorie společnosti, opřená spíše o Adama Smithe a D. Ricarda, Hegela však musela obrátit, „postavit z hlavy na nohy“, jak říká Marx. Je tedy paradoxní, že Hegel, který vždy platil i působil jako filosof svobody (proto např. český překlad Filosofie práva mohl vyjít až po roce 1989), se stal pro K. R. Poppera (vedle Platóna) myslitelem totality.
Hegelův vliv na pozdější filosofii je velký, mnohotvárný a většina jeho následovníků se k němu stavěla kriticky. To platí jak o Bruno Bauerovi nebo S. Kierkegaardovi, tak o Feuerbachovi, od něhož hegelovské motivy převzal Marx. V českých zemích vznikla v polovině 19. století významná skupina hegelovců (František Matouš Klácel, František Tomáš Bratránek, I. Hanuš, Augustin Smetana), v Rusku na Hegela navázal V. G. Bělinskij. Ve 20. století se hegelovskou filosofií inspirovali např. W. Dilthey, A. N. Whitehead, G. Lukács nebo Frankfurtská škola, ve Francii A. Kojève a J.-P. Sartre a v Itálii B. Croce.

## Dílo v češtině
- Dějiny filosofie 1.–3., Praha 1961–74
- Encyklopedie filozofických věd I. Malá logika. Praha 1992, ISBN 80-205-0153-3
- Estetika I./II. Praha 1966.
- Fenomenologie ducha. Praha 1960
- Filosofie dějin. Pelhřimov 2004, ISBN 80-86559-19-X
- Filosofie, umění a náboženství a jejich vztah k mravnosti a státu. Praha 1943
- Úvod k dějinám filozofie. Praha 1952
- Základy filosofie práva. Praha 1992, ISBN 80-200-0296-0